# Nacho Criado
Nacho Criado Barranco (Mengíbar, 1943 - Madrid, 9 de abril de 2010) fue un escultor y artista experimental español. 
Nació en 1943 en la ciudad de Mengíbar de la provincia de Jaén en Andalucía. Estudió arquitectura en Madrid y posteriormente estudió Ciencias Sociales en Barcelona, regresando a la capital de España en 1969. Su obra se enmarca dentro del minimalismo con trabajos sobre madera y hierro, aunque en los años 70 exploró el land art y el arte conceptual.
En sus inicios a mediados de los años 60 se preocupa por el reduccionismo formal, el comportamiento del material así como aspectos procesales y espaciales en su obra que más tarde lo aproximarán a tendencias conceptuales, minimalistas o póvera siempre desde una concepción muy personal.[cita requerida]
Desde 1970 las constantes de su trabajo se dirigen hacia una ampliación y liberación de lenguaje que le permita adecuar de manera abierta y precisa la idea y su materialización dando con ello prioridad a aspectos tales como la experiencia del tiempo, la identidad y la condición híbrida de la práctica artística.[cita requerida]
Admirador de Marcel Duchamp y Mark Rothko, realizó numerosas exposiciones en el MNCARS, CGAC, IVAM, Exposición Universal de Sevilla (1992), Expo 2000 en Hannover, Bienal de Venecia, CBA de Madrid; y en ciudades como Barcelona, Sevilla, Valladolid, Liubliana y Guadalajara. También experimentó con la imagen en movimiento y es autor de dos películas: Cuerpo en acción en 1974 y Extensiones en 1975. Es uno de los artistas más representativos del arte contemporáneo español de los últimos 40 años. En su haber tiene el Premio Pablo Picasso, y el Mariano Benlliure en 2007 por su exposición No existe en el CBA de Madrid, la Medalla de Oro al Mérito en las Bellas Artes en 2008 y el Premio Nacional de Artes Plásticas de España en 2009.